# Luigi Giusso
Luigi Giusso del Galdo (Napoli, 23 ottobre 1932 – Catania, 12 maggio 2000) è stato un politico italiano.

## Biografia
Si laurea in giurisprudenza, allievo di Giuseppe Di Nardi e di Mario De Luca al quale, nella prima metà degli anni Sessanta, succedette nell'insegnamento di Economia Politica nella facoltà di Economia e Commercio dell'Università di Catania.
Fu europeista e federalista della prima ora. Scrisse – prima della nascita dell'Euro –, numerosi articoli e testi sulla necessità di una moneta unica per l'Europa e sull’importanza del federalismo. S'impegnò attivamente, in campo scientifico e sociale, anche per la tutela e la valorizzazione dell'ambiente. Luigi Giusso fu fra l'altro presidente regionale di Italia Nostra, nella quale era impegnato dal tempo della sua costituzione, e presidente regionale del Movimento federalista europeo. Tra i suoi studi quelli dedicati all’economia dell’ambiente e al parco dell'Etna (1980), al tema mercificazione versus sviluppo, su «Economia metodo morale» (1998).
È stato anche eletto sindaco di Catania, per la Lista laica e verde, dal 18 novembre del 1991 al 14 gennaio 1992. A lui fu dedicata una Giornata di studi dal titolo Luigi Giusso: Economia come impegno civile. Sul riduzionismo nella scienza economica di oggi
. Uno dei figli, Gianpietro, è direttore del Dipartimento di Scienze biologiche geologiche e ambientali e dell'Orto Botanico ed Herbarium (2016) dell'Università di Catania.

## Opere e scritti sparsi

### Volumi
- Giusso del Galdo, Luigi: La teoria dello sviluppo equilibrato, Napoli, E. Jovene, 1962
- Giusso del Galdo, Luigi: Sulle tracce di un recente studio straniero della società siciliana, s.l., s.n., 1964 (Catania : Tip. dell'Università)
- Giusso del Galdo, Luigi: Politica dei redditi e industrializzazione del Mezzogiorno: alcune considerazioni, Catania, Università degli Studi, 1965
- Giusso del Galdo, Luigi: Cronache del piano regolatore di Taormina, Roma, De Luca, 1971
- Giusso del Galdo, Luigi et al.: Caltanissetta: problemi e prospettive d'industrializzazione, Caltanissetta-Roma, Sciascia, 1973
- Giusso del Galdo, Luigi (a cura di): Teoria delle unioni monetarie e integrazione europea; scritti di Guido Carli ... et al., Napoli, Edizioni scientifiche italiane, 1974
- Giusso del Galdo, Luigi: L'istituzione del parco dell'Etna e il turismo, Acireale, s.n., 1980 (Acireale: Galatea)
- Giusso del Galdo, Luigi, La Rosa Rosario (a cura di): La distribuzione commerciale: problemi generali e dell'area catanese, Catania, s. n., 1984 (Catania : Tip. dell'Università)
- Giusso del Galdo, Luigi: Note di commento per il programma di economia politica, Catania, Torre, 1986
- Giusso del Galdo, Luigi, Montemagno Giovanni (a cura di): La liberalizzazione dei movimenti di capitali in Europa nel quadro dell'Unione economica e monetaria: atti del convegno, Troina, IMMI, 1993
- Giusso del Galdo, Luigi: Economia metodo morale, Catania, Il Cinabro, 1998
- Giusso del Galdo, Luigi: Annotazioni per il corso di economia politica, Catania, Libreria editrice Torre, 6. ed, 1998. ISBN 88-7132-020-4
- Giusso del Galdo, Luigi: Verso l'euro, Catania, C.U.E.C.M., 1998.

### Articoli
- Giusso del Galdo, Luigi: Vicende e sviluppo del credito industriale in Italia in un recente saggio di Mario De Luca, Catania, Università degli Studi, 1963. In «Annali del Mezzogiorno», 4 (1963), pp. 331–338
- Giusso del Galdo, Luigi: Politica dei redditi e industrializzazione del Mezzogiorno : alcune considerazioni. In «Annali del Mezzogiorno», 5 (1965), pp. 105–126
- Giusso del Galdo, Luigi: Considerazioni sulle prospettive di sviluppo della provincia di Caltanissetta. In «Annali del Mezzogiorno», Università di Catania, Istituto di storia economica, vol. 8, 1968, pp. 191–213
- Giusso del Galdo, Luigi: Importazioni nette, salari, e sviluppo de Mezzogiorno, Catania, Tipografia dell'università, 1968. In «Annali del Mezzogiorno», vol. 8, (1968), pp. 155–189
- Giusso del Galdo, Luigi: Su una recente interpretazione dello sviluppo in mercato aperto: il caso dell'Italia. In «Rassegna economica: pubblicazione trimestrale del Banco di Napoli», n. 3(1972), pp. 675–691
- Giusso del Galdo, Luigi: Mezzogiorno e unione monetaria europea, S.l., s.n., 1972. In «Annali del Mezzogiorno», a. 62, serie 3, fas. 3 (mar. 1972)
- Giusso del Galdo, Luigi: Camminando per Napoli, Bologna, Il Mulino, 1973 (Imola : Galeati). In «Il Mulino», 1972, n. 224, pp. 1142–1154
- Giusso del Galdo, Luigi: É Keynesiana la controversia Keynesiana?, Pompei, Tipografia Pompei, 1976. In «L'industria», N.s., 1976, n. 4.
- Giusso del Galdo, Luigi: Il mezzogiorno: un caso di sviluppo dipendente, 1980. In «Memorie e rendiconti dell'Accademia di Scienze Lettere e Belle Arti degli Zelanti e dei Dafnici di Acireale»,  ser. 2., v. 10, pp. 367–386
- Giusso del Galdo, Luigi: Note di commento al testo di Augusto Graziani "Teoria economica: Macroeconomia", 3. edizione (1981), Catania, Torre, 1984. Università degli studi di Catania, Facoltà di giurisprudenza, Cattedra di economia politica.
- Giusso del Galdo, Luigi: Tutela dell'ambiente e distribuzione del reddito, Napoli, Francesco Giannini e figli, 1985. In «Rassegna economica», 1985, n. 5, pp. 1153–1161
- Giusso del Galdo, Luigi: IRI e Mezzogiorno, Napoli, Giannini e figli, 1986. In «Mezzogiorno d'Europa», 6 (1986), n. 4, pp. 591–596
- Giusso del Galdo, Luigi: La posizione del Gruppo di Bruges sull'integrazione europea, s.l., ISVEIMER, 1990. In «Mezzogiorno d'Europa», 10 (1990), n. 4, pp. 615–622
- Giusso del Galdo, Luigi: Un castello, una campagna, Acireale, s.n., 1992 (Acireale, tip. Litografia ACI). In «Memorie e rendiconti dell'Accademia di Scienze Lettere e Belle Arti degli Zelanti e dei Dafnici di Acireale», Serie 4., vol. 2, pp. 320–329
- Giusso del Galdo, Luigi: L'economia nel pensiero della Chiesa e la scienza economica, Acireale, Accademia di Scienze Lettere e Belle Arti degli Zelanti e dei Dafnici, 1993. In «Memorie e rendiconti dell'Accademia di Scienze Lettere e Belle Arti degli Zelanti e dei Dafnici di Acireale», 4. s., v. 3, pp. 369–386.
- Giusso del Galdo, Luigi: Elementi della situazione economico-territoriale della Diocesi di Catania, s.l., EAC Edizioni Arcidiocesi di Catania, 1993. In «Ho visto l'afflizione del mio popolo», pp. 43–70.
- Giusso del Galdo, Luigi: Selezione e finanziamento delle idee degli imprenditori giovani del Mezzogiorno. In «Mezzogiorno d'Europa», 13 (1993), n. 1, pp. 139–145
- Giusso del Galdo, Luigi: Riflessioni sull'autonomia delle banche centrali. In «L'autonomia della Banca Centrale: verso una nuova costituzione in Italia e in Europa», a cura di Dario Velo, Bari, Cacucci editore, 1995, pp. 65–76
- Giusso del Galdo, Luigi: La Sicilia contro "l'effimero". In «Italia nostra : bollettino dell'Associazione nazionale italiana per la tutela del patrimonio artistico e naturale», 7 (1998), fasc. 345, pp. 16–17
- Giusso del Galdo, Luigi: Un anti-Croce sconosciuto: Pietro La Via. In «Nord e Sud: rivista mensile», 2000, n. 1 (gen.-feb.), pp. 226–228